# Grupo protetor
Em química, um grupo protetor é um ente químico que se introduz em uma molécula por uma modificação química de um grupo funcional, com o fim de obter quimioseletividade em uma reação química subsequente. Os grupos protetores desempenham um papel importante na síntese orgânica em vários passos.

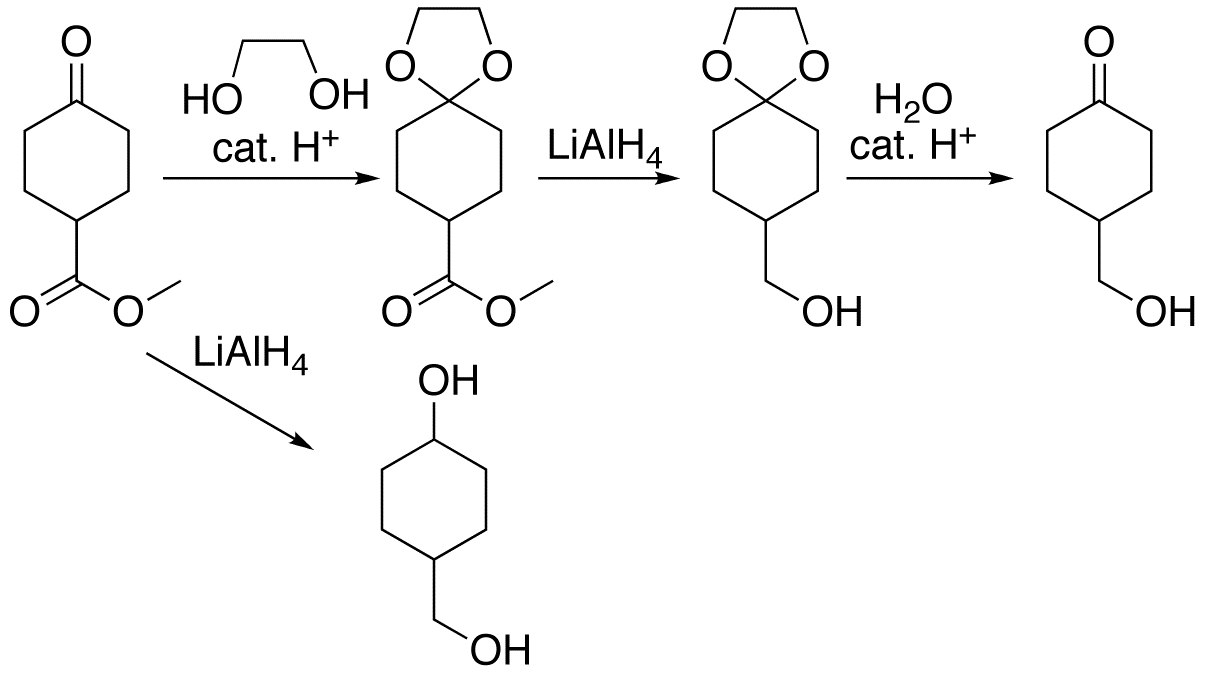
Proteção de uma cetona na forma de acetal, durante a redução de um éster

Em muitas preparações de compostos orgânicos reativos, algumas partes específicas de suas moléculas não poderiam sobreviver aos reativos ou ambientes químicos requeridos. Então, estas partes ou grupos devem ser protegidos. Por exemplo, o hidreto de alumínio e lítio é um agente redutor muito potente, útil devido a sua capacidade de reduzir os ésteres a álcoois. Sempre reagirá com os grupos carbonilo, e isto não pode ser evitado de nenhuma forma. Quando se requer a redução de um éster e por sua vez existe na molécula um grupo carbonilo não éster, tem que que impedir-se o ataque dos íons hidreto (doados pelo LiAlH4) ao grupo carbonilo. Isto pode ser feito, por exemplo, convertendo o grupo carbonilo em um acetal, que não reage com os hidretos. Consequentemente, o grupo acetal é denominado grupo protetor dos carbonilos. Depois que se completa a etapa que envolve a redução com hidretos, se elimina o grupo acetal (mediante reação de hidratação catalisada por ácidos), regenerando o carbonilo original. Este passo se denomina desproteção.
Os grupos protetores são usados mais comumente no trabalho de laboratório em pequena escala e em desenvolvimentos iniciais, mais que em processos de produção industrial, porque seu uso agrega passos adicionais e custo de materiais ao processo. Entretanto, a disponibilidade de um bloqueio de construção quiral pode superar estes custos adicionais (como no caso do ácido xiquímico para o oseltamivir). Ainda que se requeiram passos adicionais de síntese para a proteção e desproteção, as reações podem ser mais limpas, procedem com maiores rendimentos, e requerem menos otimização com os grupos protetores que sem eles.

## Grupos protetores comuns

### Grupos protetores de álcoois
- Acetilo (Ac) - Eliminado por ácido ou base. (ver grupo acetoxi)
- β-Metoxietoximetil éter (MEM) - Eliminado por ácido.
- Metoximetiléter (MOM) - Eliminado por ácido.
- p-Metoxibenziléter (PMB)- Eliminado por ácido, hidrogenólise, ou oxidação.
- Metiltiometiléter - Eliminado por ácido.
- Pivaloil (Piv) - Eliminado por ácido, base ou agentes redutores. É mais forte que outros grupos acilo protetores.